# Phân tích cơ bản
Phân tích cơ bản một doanh nghiệp liên quan đến việc phân tích các báo cáo tài chính và sức khỏe của nó, các lợi thế quản lý và cạnh tranh của nó, và các đối thủ cạnh tranh và các thị trường nó. Khi áp dụng cho các tương lai và ngoại hối, nó tập trung vào tình trạng tổng thể của nền kinh tế, lãi suất, sản xuất, thu nhập, và quản lý. Khi phân tích một cổ phiếu, hợp đồng tương lai, hoặc tiền tệ bằng cách sử dụng phân tích cơ bản có hai cách tiếp cận cơ bản có thể sử dụng, phân tích từ dưới lên và phân tích từ trên xuống. Thuật ngữ này được sử dụng để phân biệt các phân tích như vậy khỏi các loại phân tích đầu tư, chẳng hạn như phân tích định lượng và phân tích kỹ thuật.
Phân tích cơ bản được thực hiện trên dữ liệu lịch sử và hiện tại, nhưng với mục tiêu làm các dự báo tài chính. Có một số mục tiêu có thể:
- để tiến hành định giá cổ phiếu một công ty và dự đoán sự phát triển giá có thể xảy ra của nó,
- để làm một dự phóng về hiệu quả kinh doanh của nó,
- để đánh giá quản lý của nó và ra các quyết định kinh doanh nội bộ,
- để tính toán rủi ro tín dụng của nó.

## Hai mô hình phân tích
Khi mục tiêu của phân tích là để xác định cổ phiếu để mua là gì và giá cả là bao nhiêu, có hai phương pháp luận cơ bản
1. Phân tích cơ bản cho rằng thị trường có thể làm sai giá một chứng khoán trong thời gian ngắn nhưng giá "đúng" cuối cùng sẽ đạt được. Lợi nhuận có thể được làm ra bằng cách mua chứng khoán bị định giá sai và sau đó chờ đợi thị trường nhận ra "sai lầm" của mình và làm lại giá chứng khoán.
2. Phân tích kỹ thuật cho rằng tất cả các thông tin đã được phản ánh trong giá cổ phiếu. Xu hướng 'là người bạn của bạn' và các thay đổi cảm tính có trước và dự đoán các thay đổi xu hướng. Phản ứng cảm xúc của nhà đầu tư tới các biến động giá dẫn đến các mẫu hình biểu đồ giá có thể nhận biết. Phân tích kỹ thuật không quan tâm "giá trị" của một cổ phiếu là những gì. Dự đoán giá của họ chỉ là các ngoại suy từ các mẫu hình giá lịch sử.

Các nhà đầu tư có thể sử dụng một bất kỳ hoặc tất cả các phương pháp này nhưng còn có các phương pháp bổ sung cho lựa chọn cổ phiếu. Ví dụ như nhiều nhà đầu tư cơ bản sử dụng các kỹ thuật để quyết định các điểm vào ra. Nhiều nhà đầu tư kỹ thuật sử dụng nguyên tắc cơ bản để hạn chế phổ của họ về cổ phiếu có thể cho các công ty "tốt".
Phân tích lựa chọn cổ phiếu được xác định bởi niềm tin của nhà đầu tư trong các mô hình khác nhau đối với  "cách thị trường cổ phiếu hoạt động". Xem các cuộc thảo luận tại giả thuyết thị trường hiệu quả, giả thuyết bước đi ngẫu nhiên, mô hình định giá tài sản vốn, Lý thuyết định giá vốn cổ phần mô hình Fed, định giá dựa vào thị trường, và tài chính hành vi.
Phân tích cơ bản bao gồm:
1. Phân tích nền kinh tế
2. Phân tích công nghiệp
3. Phân tích công ty

Trên cơ sở của ba phân tích này giá trị nội tại của cổ phiếu được xác định. Đây được coi là giá trị đích thực của cổ phiếu.
Nếu giá trị nội tại cao hơn so với giá thị trường thì nên mua cổ phần. Nếu nó bằng với giá thị trường nắm giữ cổ phần và nếu nó là thấp hơn giá thị trường thì bán cổ phần.

## Sử dụng bởi các phong cách danh mục đầu tư khác nhau
Các nhà đầu tư có thể sử dụng phân tích cơ bản trong các phong cách quản lý danh mục đầu tư khác nhau.
- Các nhà đầu tư Mua và giữ tin rằng bám vào các doanh nghiệp tốt sẽ cho phép tài sản của nhà đầu tư phát triển với doanh nghiệp. Phân tích cơ bản cho phép họ tìm các công ty "tốt", vì vậy họ làm giảm rủi ro của họ và khả năng bị mất sạch.
- Các nhà quản lý có thể sử dụng phân tích cơ bản đánh giá để một cách chính xác các công ty "tốt" và "xấu". Cuối cùng cổ phiếu của các công ty 'xấu' đi lên và xuống, tạo cơ hội cho lợi nhuận.
- Các nhà quản lý cũng có thể xem xét chu kỳ kinh tế trong việc xác định liệu các điều kiện có là "đúng" để mua các công ty về cơ bản phù hợp hay không.
- Các nhà đầu tư trái ngược phân biệt "trong ngắn hạn, thị trường là một máy bỏ phiếu, không phải là một máy đo trọng lượng".[2] Phân tích cơ bản cho phép bạn đưa ra quyết định của riêng bạn về giá trị, và bỏ qua thị trường.
- Các nhà đầu tư giá trị hạn chế sự chú ý của họ vào các công ty bị đánh giá thấp, tin rằng 'thật khó để rơi ra khỏi một cái hố'. Giá trị này xuất phát từ phân tích cơ bản.
- Các nhà quản lý có thể sử dụng phân tích cơ bản để xác định tốc độ tăng trưởng tương lai để mua các cổ phiếu tăng trưởng giá cao.
- Các nhà quản lý cũng có thể bao gồm các yếu tố cơ bản cùng với các yếu tố kỹ thuật vào các mô hình máy tính (phân tích định lượng).

## Từ-dưới-lên và từ-trên-xuống
Các nhà đầu tư có thể sử dụng cách tiếp cận từ-trên-xuống hoặc từ-dưới-lên.
- Nhà đầu tư từ-trên-xuống bắt đầu phân tích của mình với các nền kinh tế toàn cầu, bao gồm các chỉ số kinh tế cả quốc tế và quốc gia, chẳng hạn như tốc độ tăng trưởng GDP, lạm phát, lãi suất, tỷ giá hối đoái, năng suất, và giá năng lượng. Họ thu hẹp tìm kiếm của mình xuống phân tích khu vực/ngành công nghiệp về tổng doanh số, mức giá, ảnh hưởng của các sản phẩm cạnh tranh, cạnh tranh nước ngoài và gia nhập hoặc rút chạy khỏi ngành công nghiệp. Chỉ khi đó họ mới thu hẹp tìm kiếm của mình xuống doanh nghiệp tốt nhất trong khu vực đó.
- Nhà đầu tư từ-dưới-lên bắt đầu với các doanh nghiệp cụ thể, bất kể ngành công nghiệp/khu vực của chúng.

## Thủ tục
Phân tích sức khỏe của một doanh nghiệp bắt đầu với phân tích báo cáo tài chính bao gồm các tỷ lệ. Nó nhìn vào trả cổ tức, hoạt động lưu chuyển tiền tệ, phát hành cổ phần mới và tài trợ vốn. Dự toán thu nhập và dự báo tốc độ tăng trưởng công bố rộng rãi bởi Thomson Reuters và những cơ quan khác có thể được coi là 'cơ bản' (chúng là sự thật) hay "kỹ thuật" (chúng là cảm tính nhà đầu tư) dựa trên nhận thức của bạn về hiệu lực của chúng.
Xác định tốc độ tăng trưởng (về thu nhập và tiền mặt) và mức độ rủi ro (để xác định tỷ lệ chiết khấu) được sử dụng trong các mô hình định giá khác nhau. Quan trọng nhất là mô hình chiết khấu dòng tiền, tính toán giá trị hiện tại của tương lai
- Cổ tức được nhận bởi nhà đầu tư, cùng với giá bán cuối cùng. (mô hình Gordon)
- Lợi nhuận của công ty, hoặc
- Dòng tiền của công ty.

Số nợ cũng là một xem xét chính trong việc xác định sức khỏe của một công ty. Nó có thể nhanh chóng được đánh giá bằng cách sử dụng tỷ lệ nợ trên vốn chủ sở hữu và tỷ lệ ngắn hạn (Tài sản ngắn hạn/nợ ngắn hạn).
Mô hình đơn giản thường được sử dụng là tỷ lệ Giá/Thu nhập. Tiềm ẩn trong mô hình này của một niên kim vĩnh viễn (Giá trị thời gian của tiền) là 'nghịch đảo' của P/E là tỷ lệ chiết khấu phù hợp với rủi ro của doanh nghiệp. Các nhiều chấp nhận được điều chỉnh cho tăng trưởng dự kiến (có nghĩa là không được xây dựng trong mô hình).
Ước tính tăng trưởng được đưa vào tỷ lệ PEG, nhưng toán học không nắm đến phân tích . Tính hợp lệ của nó phụ thuộc vào độ dài của thời gian bạn nghĩ rằng tăng trưởng sẽ tiếp tục. Mô hình IGAR có thể được sử dụng để quy cho những thay đổi dự kiến trong tăng trưởng từ P/E hiện tại và tốc độ tăng trưởng lịch sử đối với các cổ phiếu liên quan đến một so sánh chỉ số.
Lập mô hình máy tính của giá cổ phiếu hiện nay đã thay thế phần lớn giải thích chủ quan của dữ liệu cơ bản (cùng với dữ liệu kỹ thuật) trong ngành công nghiệp này. Từ khoảng năm 2000, với sức mạnh của máy tính để thắt chặt số lượng lớn các dữ liệu, một nghề nghiệp mới đã được phát minh. Tại một số quỹ (gọi là Quỹ Quant) các quyết định của nhà quản lý đã được thay thế bằng các mô hình toán học độc quyền.

## Chỉ trích
- Các nhà kinh tế như Burton Malkiel cho rằng cả phân tích cơ bản cũng như phân tích kỹ thuật đều không là hữu ích trong việc làm hoạt động tốt hơn các thị trường.[4]